# Luís Filipe Leite Pinto
Luís Filipe Leite Pinto GOC • GOMAI (17 de Novembro de 1904 – 17 de Outubro de 1997) foi actuário, professor, administrador de empresas e político português do Estado Novo.

## Família
Filho de Francisco José Vila Pinto e de Maria da Conceição Sena Leite. Casado com Lucie Marie Arlette de Poyen Bellisle Vaz da Cruz Coelho. Irmão de Francisco de Paula Leite Pinto, também político do Estado Novo como Ministro da Educação (1955-1961). São seus filhos: Maria Helena, Luís Miguel, Isabel Maria e Ana Filipa. 

## Biografia
Frequentou a Faculdade de Ciências da Universidade de Lisboa, onde concluiu a Licenciatura em Matemática com 18 valores, obtendo igual classificação na Escola Normal Superior de Lisboa. Na Suiça especializa-se em cálculo actuarial na Suíça, juntamente com o seu colega de faculdade e amigo, Pedro Teotónio Pereira, tendo obtido o diploma de Actuário da Escola de Zurique, da qual foi aluno distinto.
Foi professor no Liceu Passos Manuel de Lisboa em 1927, do Liceu de Beja em 1928, do Liceu de Évora em 1929, do Liceu Gil Vicente de Lisboa em 1930, onde exerceu o lugar de Reitor, e do Liceu Camões de Lisboa, de 1931 a 1945.
Em 1926 entrou para a Companhia de Seguros Fidelidade como Actuário, e, em 1940, assumiu o cargo de Presidente do Conselho de Administração. Posteriormente, foi administrador-delegado da Companhia de Seguros Império.
Entre 1943 e 1946, foi Presidente do Conselho Fiscal da Empresa Geral de Transportes. Foi, também, Presidente da Caixa Sindical de Previdência do Ministério da Educação Nacional, Presidente da Caixa de Abono de Família dos Profissionais de Seguros e Presidente do Grémio dos Seguradores.
Fez parte, desde 1932, da Direção da Companhia das Águas de Lisboa., onde foi Presidente da Comissão Executiva de 1964 a 1969 e Presidente do Conselho de Administração de 1969 a 1974 . Foi Presidente do Conselho de Administração da Companhia de Cimentos Brancos (CIBRA) e, a partir de Abril de 1974, fez parte do Conselho de Administração da empresa SONAGI.
Em 1930 foi Secretário do Ministro da Instrução. De 1943-1944 foi Procurador da Câmara Corporativa, tendo sido seu Primeiro-Secretário de 1938 a 1943. Em 1945 foi nomeado Subsecretário de Estado da Educação Nacional, cargo de que foi exonerado, a seu pedido, a 13 de maio de 1949.
Na sua carreira parlamentar, foi membro da secção de Crédito e Previdência durante a III Legislatura (1942-1945) e do Conselho da Presidência - Indústrias Extractivas - durante a VI Legislatura (1953-1957).
Tem copiosa colaboração em várias revistas de seguros estrangeiras e foi membro de várias sociedades  científicas.

### Condecorações[4][6]
- Commendeur de la Légion d'Honneur de França (11 de Julho de 1949)
- Comendador com Placa da Orden Civil de Alfonso X el Sabio de Espanha (11 de Julho de 1949)
- Comendador da Ordem de Isabel a Católica de Espanha (27 de Junho de 1949)

- Grande-Oficial da Ordem Militar de Nosso Senhor Jesus Cristo de Portugal (11 de Maio de 1949)
- Grande-Oficial da Ordem Civil do Mérito Agrícola e Industrial (Classe do Mérito Industrial) de Portugal (30 de Novembro de 1968)